# Малиновка (Жлобинский район)
Малиновка (бел. Малінаўка) — деревня в Щедринском сельсовете Жлобинского района Гомельской области Белоруссии.

## География
В 40 км на запад от Жлобина, 16 км от железнодорожной станции Красный Берег (на линии Бобруйск — Гомель), 133 км от Гомеля.

## История
По письменным источникам известна с XIX века как деревня в Степовской волости Бобруйского уезда Минской губернии. В 1931 году жители вступили в колхоз. Во время Великой Отечественной войны 8 жителей погибли на фронте. Согласно переписи 1959 года в составе колхоза имени К. Я. Ворошилова (центр — деревня Щедрин).

## Население

### Численность
- 2004 год — 4 хозяйства, 6 жителей.

### Динамика
- 1897 год — 20 дворов, 130 жителей (согласно переписи).
- 1959 год — 88 жителей (согласно переписи).
- 2004 год — 4 хозяйства, 6 жителей.

## Транспортная сеть
Транспортные связи по просёлочной, затем автомобильной дороге Бобруйск — Гомель. Планировка — бессистемная деревянная усадебная застройка вдоль просёлочной дороги.

## Известные уроженцы
- Г. Ф. Питякова — лауреат Государственной премии Белоруссии.